# NGC 422

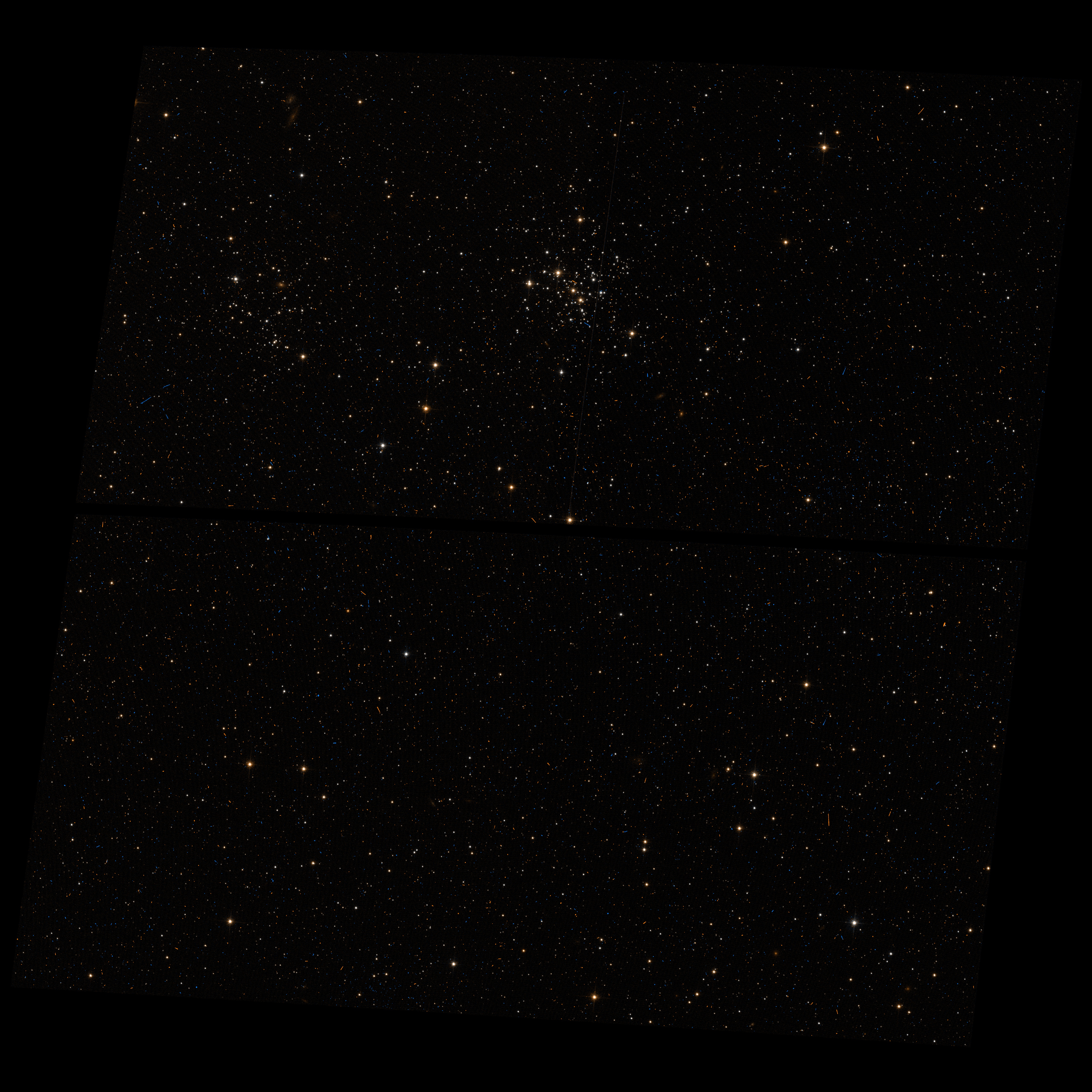
NGC 422 (Telescopul spațial Hubble)

NGC 422 este un roi deschis situat în Micul Nor al lui Magellan, în constelația Tucanul. A fost descoperit în 21 septembrie 1835 de către John Herschel. De asemenea, a fost observat încă o dată în 27 noiembrie 1900 de către DeLisle Stewart.